# درب الكبير
درب الكبير هو أحد أقدم احياء عمالة درب السلطان الفداء بمدينة الدار البيضاء الكبرى، كان أحد أوائل الأحياء الشعبية البيضاوية بمنطقة درب السلطان، وكان يعرف ازدهارا ثقافيا ورياضيا منذ فترة الخمسينيات إلى الستينيان والسبعينيات من القرن العشرين، حيث استفادت ساكنته من موقعه، الذي مكن الساكنة من الجمع بين أصالة الأحياء الشعبية والإطلاع على ماهو حديث ومعاصر بالقرب من الأحياء الفرنسية، من مخلفات الفترة الإستعمارية، وتجلى ذلك في المدراس والثانويات والمعاهد والمسارح ودور السينما التي كانت تحيط بالحي الصغير. بعد أزمة اقتصادية واجتماعية خانقة عرف نزوح الساكنة الأصلية وضغط من فترة مد الهجرة القروية التي عرفها المغرب في فترات متتالية، ليتحول في الأخير إلى حالة مزرية، جعلته أحد النقاط والمواقع السوداء في قائمة الأحياء المتهالكة على صعيد الدار البيضاء والمجال الحضري للمغرب ككل، ومرتعا للجريمة والموبقات الاجتماعية على مختلف أشكالها.

## أحداث في الذاكرة البيضاوية
شهد إلى جانب الأحياء البيضاوية العريقة إنتفاضة 20 يونيو (الدار البيضاء) ومجزرة «شهداء الكوميرة» كما أطلق عليها وزير الدولة آنذاك ادريس البصري، حيث قتل وسجن الكثير من أبنائه في هذه الانتفاضة من عهد سنوات الرصاص السوداء، كما شهد أحداث 7 أبريل 1947 إبان الحقبة الإستعمارية.
كان سابقا أحد الأحياء التي يفخر بها البيضاويون الأوائل، في مستوى انتشار الوعي بين أبناءه والثقافة البيضاوية العريقة في مختلف المجالات الفنية والرياضية والعلمية، مستفيدا من موقعه بين جميع أطياف النسيج الاجتماعي والثقافي لمدينة التناقضات البيضاوية.
هاجرت جل الأسر الأولى إلى مواقع أخرى داخل الوطن، أو خارج أرض الوطن، منذ أواسط السبعيينيات إلى بداية الثمانينيات من القرن العشرين، حيث تحول إلى مرتع للجريمة وتجارة المخدرات  وإدمانها وحبوب الهلوسة بما يصطلح عليه «القرقوبي»، إضافة إلى التشرد والهدر المدرسي وشتى الموبقات، حتى أصبح مضرب المثل في الإجرام والبلطجة أوما يصطلح عليه مغربيا «بالتشمكير».
هذه الحالة المزرية جعلته أحد النقاط والمواقع السوداء في قائمة الأحياء المتهالكة على صعيد الدار البيضاء والمجال الحضري للمغرب ككل.

## الثقافة الشعبية
تنازعت أحياء الدار البيضاء منذ الحقبة الإستعمارية إلى سنوات السبعينيات من القرن العشرين، حركات الدفع والجدب الثقافي والسياسي والطبقي، كانت تتوسطها أحياء درب السلطان ومن ضمنها حي درب الكبير في موقعه الإستراتيجي، حيث كانت حدود نقل الحافلة العمومية ذات الإشارة رقم 4 والترام القديم آنذاك، تمتد إليه كآخر نقطة نحو الجنوب إلى الأحياء الشعبية الخاصة بالمغاربة أثناء حقبة الحماية الفرنسية إلى حدود الستينيات من القرن الماضي، هذا التموقع والاختلاف جعله يعرف تجانسا بين معظم العائلات البيضاوية الأولى التي استقرت به، والتي كانت في الغالب تنحدر أصولها من مناطق مختلفة، مما شكل تجمعات تكون أحيانا قبلية أو عشيرية تتبع في حياتها اليومية نفس الشكل ونفس التعامل، وتعيش على نفس الطقوس التي كانت تعيش عليها قبل النزوح.

## ساحة يوم7 أبريل 1947
وهي ساحة صغير تقع وسط الحي الصغير تخليدا لذكرى شهداء أحداث 7 أبريل 1947 التي عاشتها مدينة الدار البيضاء، والتي ذهب ضحيتها مئات المواطنين. وكانت أولى الانتفاضات البيضاوية بعد انطلاق المرحلة الثانية من مقارعة الاحتلال في المجال الحضري،
 والذي وجد مقاومة شرسة في المرحلة الأولى من مقاومة الاحتلال الفرنسي في المناطق القروية والريفية أكثر منه في في خريطة المدن المغربية. ربما يعود إلى الطابع القبلي الذي كان يتحكم في المغرب في هذه الفترة وكذلك إلى الثقل السكاني في العالم القروي أكثر من سكان المدن.
وتصدرت المرحلة الثانية المدن المغربية والمجال الحضري، حيث ابتدأت بالطابع السياسي والعمالي في أواسط الثلاثينيات بعد التعنت الإستعماري، وكانت على رأسها مدينة الدار البيضاء داخل المناطق والأحياء المغربية المجاورة للأحياء الفرنسية الجديدة.